# Filareto Kavernido
Filareto Kavernido   (Berlin-Weißensee, 24 de juliol de 1880 - Moca, 16 de maig de 1933) va ser un ginecòleg i anarquista alemany, fundador de diverses comunes a Berlín, Tourrettes, Còrsega i a la República Dominicana. Va ser un ferm defensor de la idea d'una llengua auxiliar universal, primer de l'esperanto i després de l'ido, una derivació de l'anterior.

## Biografia
Filareto Kavernido (en Ido, significa l'amic de la virtut, que viu a la caverna) és el pseudònim de Heinrich Goldberg. Era fill del matrimoni jueu Ludwig i Elise Goldberg. El seu pare era un metge molt actiu a la comunitat jueva de Berlín. Heinrich també va estudiar medicina, a la Universitat de Friburg de Brisgòvia, amb el professor Alfred Erich Hoche. La seva tesi tractava la ceguesa histèrica. Un dels seus companys d'estudis era Alfred Döblin. Poc després d'establir-se com a metge a Berlín la seva vida va patir un canvi radical. El 1910 decideix trencar amb totes les convencions socials i també amb la comunitat jueva, declarant el seu agnosticisme. A partir de llavors es va moure en cercles anarquistes i esperantistes. Es va interessar també pel naturisme i la sexualitat lliure. Amb motiu de la primera guerra mundial i com a conseqüència dels seus contactes en ambients pacifistes, va fugir als Estats Units i a Anglaterra. El 1918 va tornar a Berlín i va fundar una comuna llibertària basada en l'agricultura i l'artesania. Acusat per la justícia alemanya d'haver practicat avortaments, el 1926 es va traslladar amb la seva comuna, primer a Torretas de Lop -a la Costa Blava- i després a Còrsega. El 1929 va marxar a la República Dominicana amb les restes del seu grup. Allà va mantenir una comuna que rebia sovint visites internacionals. Era conegut per la seva forma de vida austera, per menjar carn de cavall i per donar atenció mèdica gratuïtament. Físicament, la seva figura era molt característica per la seva alta estatura, barba i cabells llargs, sovint descalç i vestit només amb una túnica blanca. El 1933 va morir assassinat a trets per dos pistolers en circumstàncies encara sense aclarir, probablement amb l'aprovació del dictador Rafael Leónidas Trujillo Molina. Va tenir quatre fills amb Amàlia (Mally) Michaelis, una dona jueva que havia conegut a la comuna de Berlin i a tots ells els va posar noms en ido (Guillermo, Esperoza, Faro i Víctor). Abans, a Alemanya, hauria tingut dos fills més amb una altra dona.

## Idees
Ideològicament, estava molt influenciat per les teories de Plató, Charles Fourier i Nietzsche. De fet, el nom de la seva comuna era La Kaverno di Zaratustra (la Cova de Zaratustra, en llengua ido), fent referència al Zaratustra de Nietzsche. Tot i les seves idees anarquistes, sempre va tenir clar que ell n'havia de ser el líder. Així, en diferents escrits justifica el seu lideratge a la comuna, com en aquesta cita que en destaquen les historiadores Diana Cooper-Richet i Jacqueline Pluet-Despatin: "Si hi ha una intel·ligència més evolucionada, reconeguda lliurement i voluntària pels altres, no exerceix pas l'autoritat de l'opressió, sinó l'autoritat de la competència, sense la qual no és possible el progrés cultural". Va mantenir contacte amb pensadors anarquistes, com Émile Armand, Margarethe Faas-Hardegger, Rudolf Grossman, Theodor Plievier o Leberecht Migge, tot i que sense arribar a establir llaços de cooperació amb cap d'ells.

## Obres
Va escriure en diferents llengües, principalment en alemany, francès i en la llengua artificial Ido (esperanto reformat), però també en anglès i italià. Va publicar les seves teories socials i filosòfiques en revistes com L'En Dehors (de l'esmentat 'Émile Armand), Libereso, o La Soci. L'essència del seu pensament està recollida als Mitteilungsblätter aus Zarathustras Höhle (Butlletins d'Informació de la Caverna de Zaratustra). També és autor de diverses faules, essent la més famosa La Raupo (L'eruga, en Ido), publicada a Berlín el 1926.